# Roane County (Tennessee)
Roane County ist ein County im Bundesstaat Tennessee der Vereinigten Staaten. Das U.S. Census Bureau hat bei der Volkszählung 2020 eine Einwohnerzahl von 53.404 ermittelt. Der Verwaltungssitz (County Seat) ist Kingston.

## Geographie
Das County liegt im mittleren Osten von Tennessee und hat eine Fläche von 1023 Quadratkilometern, wovon 88 Quadratkilometer Wasserfläche sind. Es grenzt im Uhrzeigersinn an folgende Countys: Morgan County, Anderson County, Loudon County, McMinn County, Meigs County und Cumberland County.

### Ortschaften
- Harriman
- Kingston
- Midtown (unincorporated)
- Oak Ridge
- Oliver Springs
- Rockwood
- Ten Mile (unincorporated)

### Geisterstadt
- Cardiff

## Geschichte
Roane County wurde am 6. November 1801 aus Teilen des Knox County gebildet. Benannt wurde es nach Archibald Roane, einem Veteranen des Amerikanischen Unabhängigkeitskrieges und späteren Gouverneur von Tennessee.

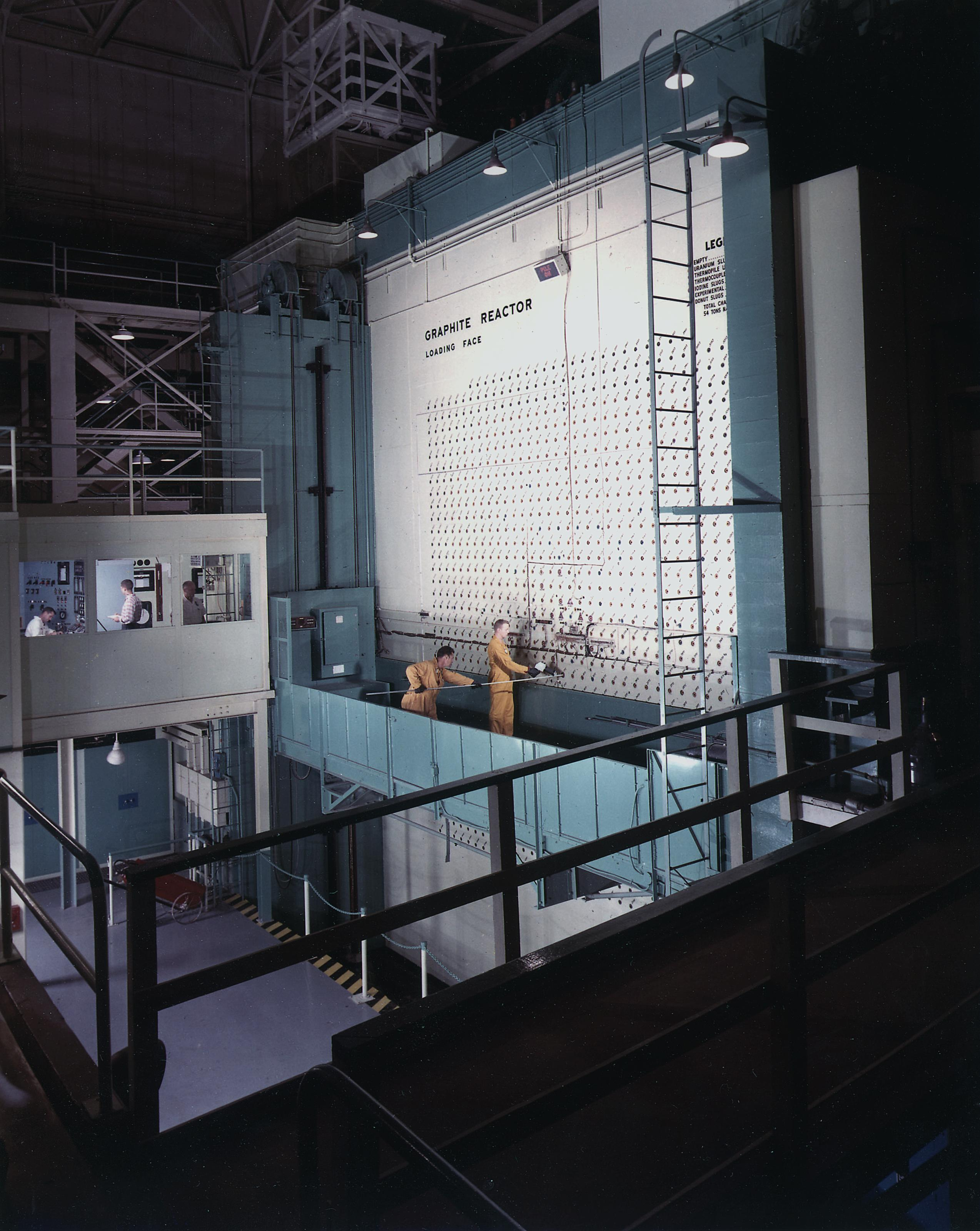
X-10 Reactor, Oak Ridge National Laboratory

Ein Ort im County hat den Status einer National Historic Landmark, der X-10 Reactor, Oak Ridge National Laboratory. 21 Bauwerke und Stätten des Countys sind im National Register of Historic Places (NRHP) eingetragen (Stand 1. September 2018).

## Demografische Daten

Alterspyramide Roane County

Nach der Volkszählung im Jahr 2000 lebten im Roane County 51.910 Menschen in 21.200 Haushalten und 15.242 Familien. Die Bevölkerungsdichte betrug 56 Einwohner pro Quadratkilometer. Ethnisch betrachtet setzte sich die Bevölkerung zusammen aus 95,24 Prozent Weißen, 2,71 Prozent Afroamerikanern, 0,22 Prozent amerikanischen Ureinwohnern, 0,40 Prozent Asiaten, 0,03 Prozent Bewohnern aus dem pazifischen Inselraum und 0,17 Prozent aus anderen ethnischen Gruppen; 1,23 Prozent stammten von zwei oder mehr Ethnien ab. 0,69 Prozent der Bevölkerung waren spanischer oder lateinamerikanischer Abstammung.
Von den 21.200 Haushalten hatten 28,6 Prozent Kinder und Jugendliche unter 18 Jahre, die bei ihnen lebten. 58,3 Prozent waren verheiratete, zusammenlebende Paare, 10,1 Prozent waren allein erziehende Mütter und 28,1 Prozent waren keine Familien. 25,0 Prozent waren Singlehaushalte und in 11,2 Prozent lebten Personen im Alter von 65 Jahren oder darüber. Die Durchschnittshaushaltsgröße betrug 2,42 und die durchschnittliche Haushaltsgröße betrug 2,87 Personen.
22,3 Prozent der Bevölkerung waren unter 18 Jahre alt, 7,5 Prozent zwischen 18 und 24, 26,9 Prozent zwischen 25 und 44, 27,2 Prozent zwischen 45 und 64 und 16,1 Prozent waren älter als 65. Das Durchschnittsalter betrug 41 Jahre. Auf 100 weibliche Personen kamen statistisch 94,0 männliche Personen und auf 100 Frauen im Alter von 18 Jahren und darüber kamen 90,7 Männer.
Das jährliche Durchschnittseinkommen eines Haushalts betrug 33.226 USD, das Durchschnittseinkommen der Familien betrug 41.399 USD. Männer hatten ein Durchschnittseinkommen von 32.204 USD, Frauen 22.439 USD. Das Prokopfeinkommen betrug 18.456 USD. 10,3 Prozent der Familien und 13,9 Prozent der Einwohner lebten unterhalb der Armutsgrenze.